# مانگ هویی
مانگ هویی (انگلیسی: Mang Hoi) بازیگر اهل هنگ کنگ است.

از فیلم‌ها یا مجموعه‌های تلویزیونی که وی در آن‌ها نقش داشته‌است می‌توان به اژدها وارد می‌شود، ارباب اژدها، میراث خشم، نه عقب‌نشینی، نه تسلیم، پنجه تک‌شاخ و ایپ من: مبارزه نهایی اشاره نمود.